# Una macchia rosa
Una macchia rosa è un film del 1969 diretto da Enzo Muzii. 

## Trama
Il titolo si riferisce all'immagine di un cadavere sul Gange (una macchia rosa su fondo azzurro) che Giancarlo, documentarista, ha fissato su pellicola durante un viaggio in India. Tornato a Roma insieme alla figlia di un amico, Mary detta "Fiore", progetta un documentario su quel che ha visto nel suo viaggio. Riprende i suoi rapporti e trascorre la notte insieme a Livia. Dopo la notte, con Livia sarà crisi, in un primo momento quando egli la lascia alla guida dell'automobile andandosene a piedi per uscire da un ingorgo e in un momento successivo in cui è lei a lasciarlo per un'incomprensione. Si trova con il suo gruppo di collaboratrici e collaboratori che fanno a pezzi le sue fotografie e con i quali litiga proprio per questo motivo. Incontra la sorella che, al di là di un'apparente spregiudicatezza rivela un profondo dolore che egli non riesce a capire. Collabora con un montatore al suo documentario. Si incontra con lo zio, poi con un amico, Ivan, con il quale condivide soprattutto delle nuotate in cui viene coinvolta anche la loro amica Gabry. Come fotografo di scena partecipa alla realizzazione di un film, "La vestaglia di Beirut" in cui una donna tormenta un uomo legato a un calorifero mangiandogli un gelato davanti agli occhi. Rimane con Nadia per un po' e poi ritorna da Fiore, l'unica che probabilmente riesce a capire il suo disagio. Viene raggiunto da una telefonata che riguarda la sorella.       